# کرایسلر وی‌آی‌پی
کرایسلر وی‌آی‌پی (به انگلیسی:Chrysler VIP)  یک خودروی سدان لوکس ساخت شرکت کرایسلر است که در سال‌های ۱۹۶۹ تا ۱۹۷۱ تولید شده‌است.

## کرایسلر والیانت وی‌آی‌پی
قبل از معرفی کرایسلر وی‌آی‌پی کرایسلر از این مدل رونمایی کرده بود این مدل در سال ۱۹۶۷ به عنوان برترین مدل در رده خود معرفی شد. Valiant VIP در هر دو نوع بدنه ۴ در سدان و استیشن واگن سافاری ارائه می‌شد.
ترمزهای دیسکی برقی و فرمان هیدرولیک از جمله امکانات این خودرو بود.

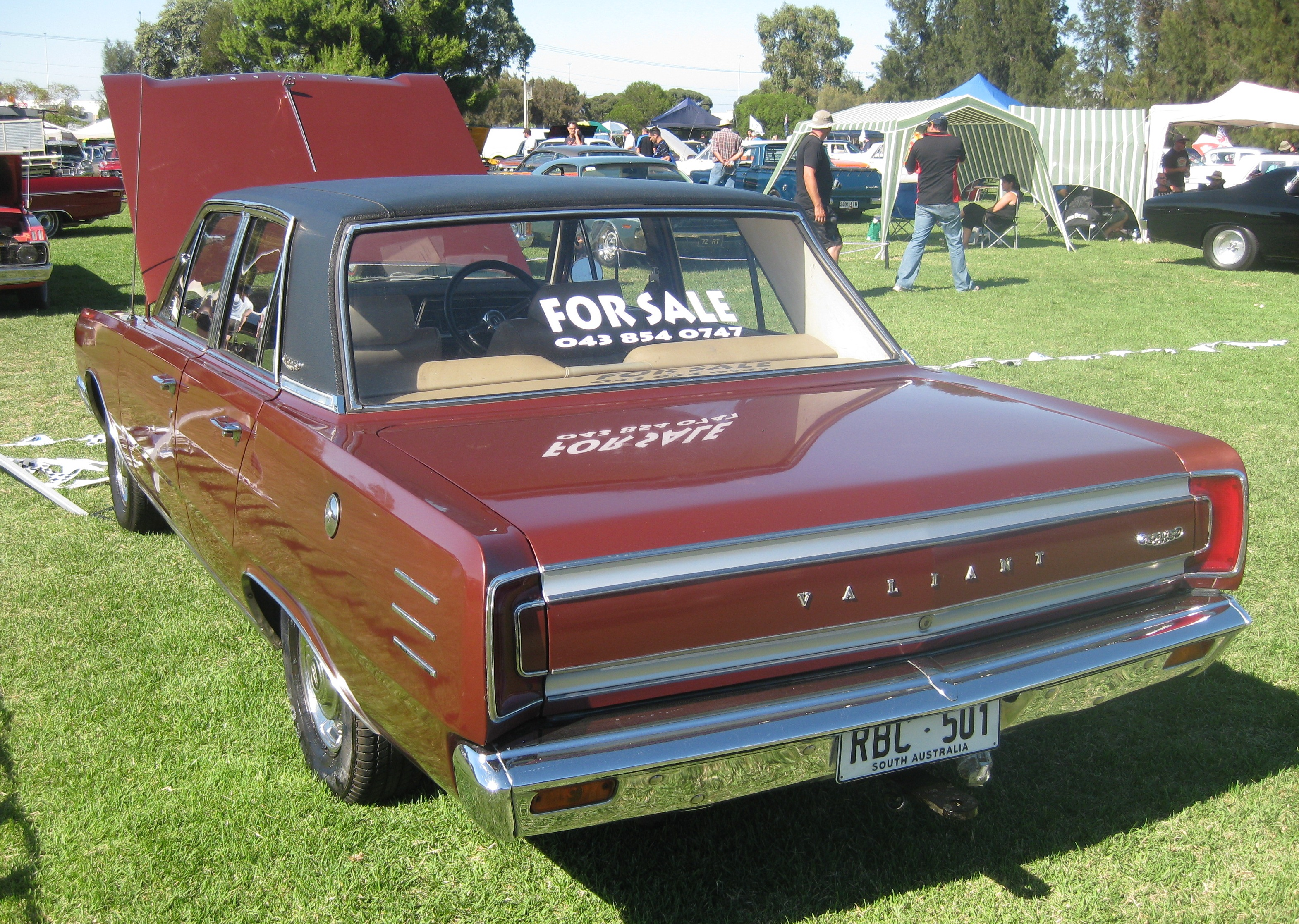
کرایسلر VE Valiant VIP Sedan.jpg

## کرایسلر وی‌آی‌پی وی اف

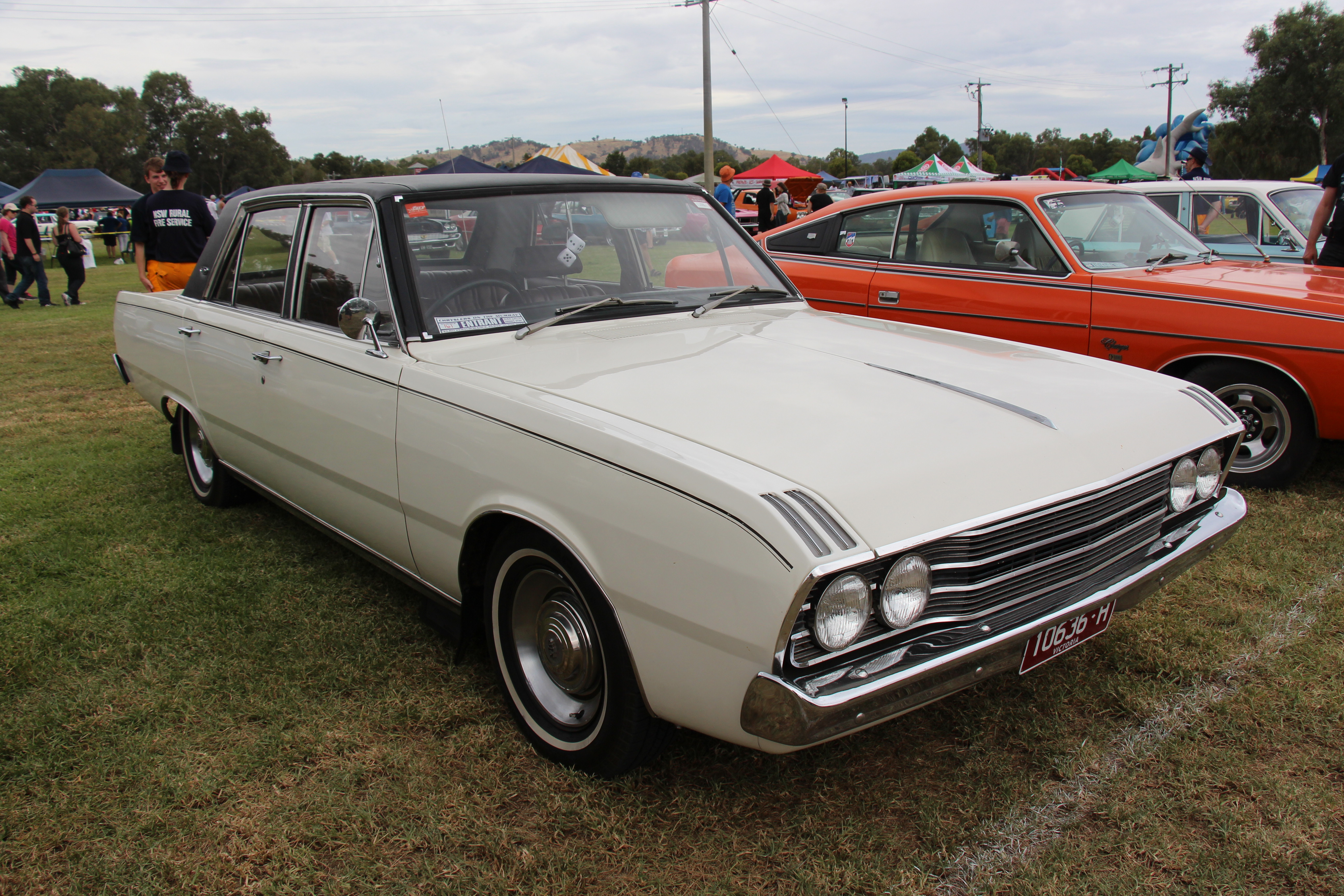
کرایسلر وی‌آی‌پی وی‌اف

سری وی اف کرایسلر وی‌آی‌پی در ماه مه سال ۱۹۶۹ توسط کرایسلر معرفی شد ." این خودرو بزرگتر، گرانتر و لوکس تر از مدل قبلی بود. این خودرو فقط به صورت سدان ۴ در دردسترس بود.
این خودرو به یک موتور ۵٫۲ لیتری ۸ سیلندر مجهز بود که نهایت سرعت این خودرو را به ۱۷۵ کیلومتر بر ساعت می‌رساند. جعبه دنده۳ سرعته اتوماتیک مسئول انتقال قدرت موتور این خودرو به چرخ‌ها می‌باشد.

## کرایسلر وی‌آی‌پی وی جی

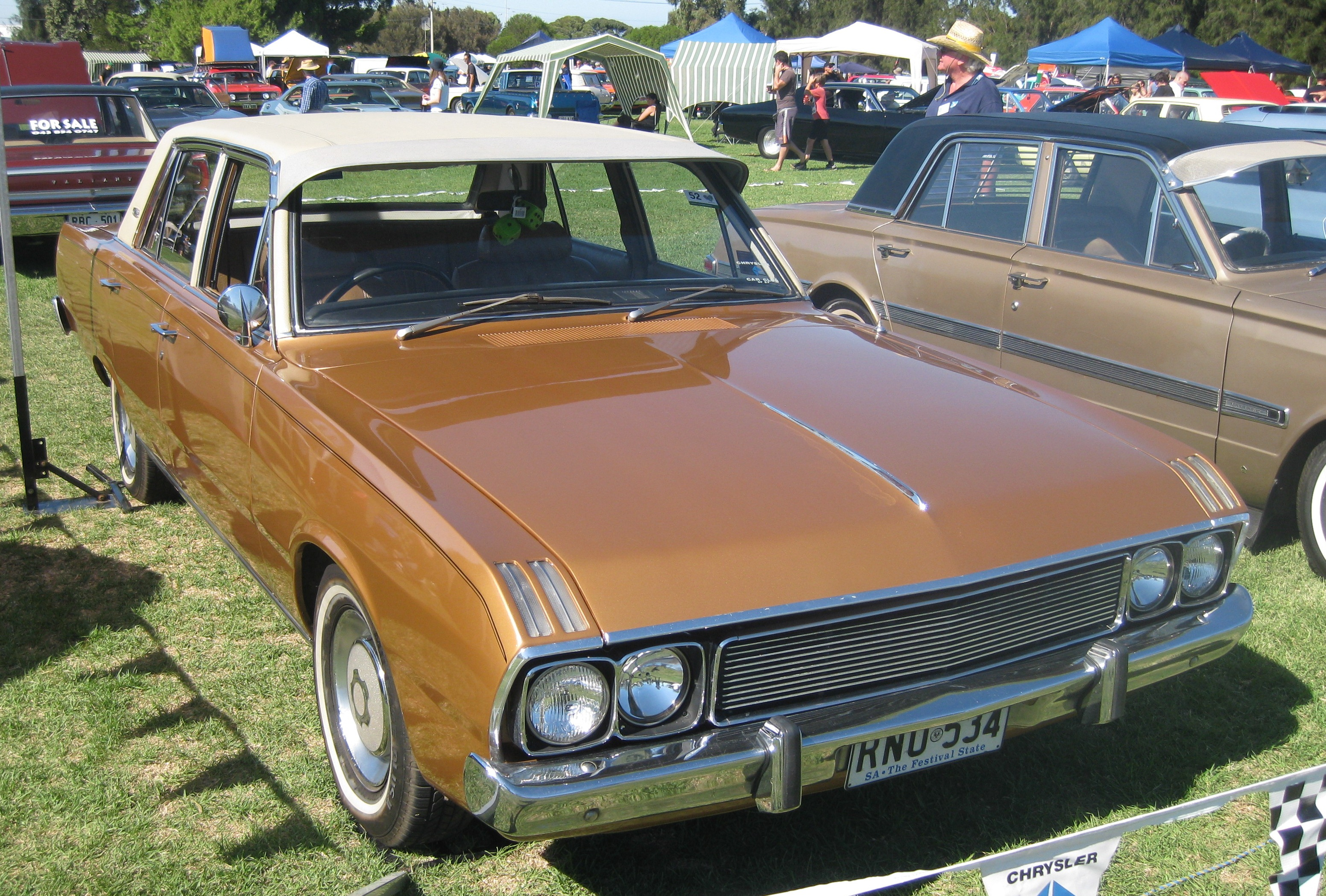
کرایسلر وی‌آی‌پی وی‌جی

این سری فیس لیفت مدل قبلی بود و در سال ۱۹۷۰ معرفی شد و جایگزین مدل وی‌اف شد. این خودرو از موتورهای ۳٫۷ لیتری و ۵٫۷ لیتری ۸ سیلندر بهره می‌برد این خودرو اولین اتومبیلی بود که از تجهیزات تهویه مطبوع بهره می‌برد.